# Brucehalvøen
Brucehalvøen (engelsk: Bruce Peninsula) er en halvø i provinsen Ontario i Canada. Den ligger mellem Georgian Bay og hoveddelen af Lake Huron. Halvøen strækker sig i nordvestlig retning fra resten af det sydlige Ontario op mod Manitoulin Island, som den er adskilt fra med sundet som knytter Georgian Bay til resten af Huronsøen. På den nordlige del af Brucehalvøen ligger nationalparken Bruce Peninsula National Park, Fathom Five National Marine Park.

## Eksterne kilder
- Guide til Brucehalvøen

44°56′43″N 81°16′37″V / 44.94536°N 81.27686°V